# Басім
Аніс Басім Мужахід (дан. Anis Basim Moujahid) — данський співак марокканського походження. Представлятиме Данію на пісенному конкурсі Євробачення 2014, що пройде в Копенгагені, з піснею «Cliché Love Song».